# Espansione (motore)
L'espansione è una fase del ciclo termico del motore, dove vi è un'espansione del gas contenuto nel gruppo termico, ed è l'unica fase utile del ciclo termodinamico, qualunque esso sia.

## Descrizione
Questa fase avviene dopo l'accensione e la combustione della miscela, la quale causa il conseguente innalzamento della pressione e temperatura all'interno dei cilindri.
Il pistone a questo punto viene spinto verso il basso da questa forza, generando una coppia motrice sull'albero fino al raggiungimento del punto morto inferiore o quando non vengono aperte delle luci o condotti di scarico come nei motori a 2 tempi o rotativi.
In un motore a due tempi questa fase è penalizzata perché la fase di scambio fluido (lavaggio) è in contemporanea allo scarico, per cui si posiziona la luce di scarico si trova forzatamente più in alto del punto morto, riducendo la fase d'espansione, per facilitare il ricambio dei gas, cosa che però viene eseguita anche nei motori a 4 tempi, facendo aprire molto in anticipo la valvola di scarico.
Comunque, il rendimento di un motore 2T con le invenzioni degli anni '70 e '80 è superiore rispetto a quello del motore 4T, se si utilizza lo stesso tipo d'alimentazione (carburatore), perché riesce a sviluppare una forza superiore a parità di consumi, ma risulta essere più difficile mantenerlo efficiente nel tempo per via dei depositi carboniosi.

## Problemi dell'espansione
I problemi legati all'espansione sono vari, come la scarsa tenuta dei vari organi come le fasce del pistone alle valvole a fungo (nei motori a 4 tempi), infatti questi difetti sono dannosi al funzionamento, perché oltre a portare un calo di potenza si può avere un'alterazione nelle altre fasi del ciclo e nel caso del 4 tempi una probabile peggiore lubrificazione.
Un altro problema può essere dato dalla cattiva combustione, che porta a una ridotta espansione o ad un'eccessiva espansione dei gas nella fase iniziale, creando a seconda del caso o un imbrattamento generale del motore o ad un surriscaldamento, questi effetti sono abbastanza avvertibili, ma generalmente abbastanza semplice da correggere, con una nuova carburazione.

## Accorgimenti
Per i motori a 2 e a 4 tempi questi problemi si possono ridurre o annullare adoperando un corretto impianto di scarico, agendo in vari modi:
- Anticipo d'accensione, l'anticipo d'accensione permette che la combustione termini nel momento più adatto, in modo da avere una resa maggiore dall'espansione dei gas combusti.